# Sławomira Łozińska
Sławomira Maria Łozińska (ur. 8 kwietnia 1953 w Warszawie) – polska aktorka teatralna i filmowa, w latach 2003–2005 członkini Krajowej Rady Radiofonii i Telewizji.

## Życiorys
Uczęszczała do XXVIII Liceum Ogólnokształcącego im. Jana Kochanowskiego w Warszawie, w latach 1971–1975 studiowała na Wydziale Aktorskim Państwowej Wyższej Szkoły Teatralnej im. Aleksandra Zelwerowicza w Warszawie, uzyskując tytuł zawodowy magistra sztuki. Ukończyła również podyplomowe studium menedżerów kultury przy Szkole Głównej Handlowej.
W latach 1973–1986 i 1988–1990 była aktorką Teatru Narodowego w Warszawie. Ponadto występowała w warszawskim Teatrze Nowym (1990–1994) i Teatrze Adekwatnym (1993–1994). Od 1997 kierowała Działem Organizacji Pracy Artystycznej Teatru Narodowego. Współpracowała z Telewizją Polską jako jedna z redaktorów i prowadzących program Kawa czy herbata? (1994–1995). W latach 1996–1999 pełniła funkcję wiceprezesa zarządu głównego Związku Artystów Scen Polskich.
30 kwietnia 2003 została powołana przez prezydenta Aleksandra Kwaśniewskiego w skład Krajowej Rady Radiofonii i Telewizji, w której zasiadała do 30 grudnia 2005. W 2006 powróciła do Teatru Narodowego, a w 2008 objęła stanowisko dyrektora naczelnego Teatru Ateneum.
Jej dorobek artystyczny obejmuje kilkadziesiąt ról teatralnych, filmowych i telewizyjnych, w tym w Teatrze Polskiego Radia i Teatrze Telewizji. Wystąpiła m.in. w serialach Daleko od szosy i W labiryncie. Epizodyczne role zaliczyła w serialach Klan i Złotopolscy, w 2007 dołączyła do obsady produkcji Barwy szczęścia.

## Życie prywatne
Jej rodzice byli związani ze szkolnictwem wyższym, nie popierali artystycznej drogi córki. Aktorka była żoną pianisty Janusza Olejniczaka; ze związku urodziło się dwóch synów. Jej kolejnym partnerem był Andrzej Makowiecki.

## Odznaczenia i wyróżnienia
- Krzyż Kawalerski Orderu Odrodzenia Polski (2019)[5]
- Złoty Krzyż Zasługi (1999)[6]
- Złoty Medal „Zasłużony Kulturze Gloria Artis” (2021)[7]
- Srebrny Medal „Zasłużony Kulturze Gloria Artis” (2013)[8]
- Nagroda za drugoplanową rolę kobiecą w filmie Lokatorka na Festiwalu Polskich Filmów Fabularnych w Gdyni (2021)[9]
- Nagroda Miasta Stołecznego Warszawy (2001)
- Nagroda im. Janusza Warneckiego (1999)
- Nagroda aktorska za rolę w serialu telewizyjnym Daleko od szosy na Festiwalu Polskiej Twórczości Telewizyjnej w Olsztynie (1977)[10]

## Filmografia
- 1975: Dyrektorzy jako pielęgniarka
- 1976: Daleko od szosy jako Bronka, dziewczyna Leszka
- 1977: Wejście w nurt jako kobieta w telewizji
- 1977: Granica jako Justyna
- 1978: Seans jako Wieśka
- 1978: Ślad na ziemi jako Lucyna Kowalska, dziewczyna Stefana, oraz jako Kaśka, siostra bliźniaczka Lucyny
- 1979: Gwiazdy poranne jako Irenka
- 1979: Klucznik jako Kaśka
- 1979: Hotel klasy lux jako Krystyna Sobolowa
- 1980: Wyrok śmierci jako Zyta
- 1981: Karabiny jako Joanna
- 1981: Najdłuższa wojna nowoczesnej Europy jako Maryna Frankowska
- 1982: Blisko, coraz bliżej jako Anna Pasternik, córka Franciszka
- 1983: Dzień kolibra jako Anna, matka Sławka
- 1983: Alternatywy 4 jako pielęgniarka Marysia
- 1983: Planeta krawiec jako Maria
- 1985: Greta jako matka Tadka
- 1985: Jesienią o szczęściu jako Anna
- 1986: Rykowisko jako Baśka Szałajowa
- 1986: Pan Samochodzik i niesamowity dwór jako panna Wierzchoń
- 1986: Cudzoziemka jako Janina
- 1987: Ballada o Januszku jako sekretarka Basia
- 1987: Rośnie człowiek jako matka
- 1987: Sami dla siebie jako wychowawczyni Agata
- 1988: W labiryncie jako Joanna Racewicz, żona Adama
- 1988: Banda Rudego Pająka jako matka Pająka
- 1989: Po własnym pogrzebie jako właścicielka kawiarni „Danusia”
- 1992: Dotknięcie ręki jako żona doktora
- 1993: Skutki noszenia kapelusza w maju jako Maryla Zarzycka, matka Ani
- 1994: Ptaszka jako nauczycielka Łukasza
- 1994: Molly jako Anya Kowalska
- 1995: Sukces jako Barbara, żona Dydaka
- 1995: Cwał jako matka Huberta
- 1997: Brat naszego Boga jako Żebraczka
- 1997: Klan jako matka Marty Michalskiej
- 1998: Ekstradycja 3 jako żona Góry
- 1998: Sabina jako Barbara Wolska
- 1998: Złotopolscy jako matka Weroniki
- 1999: Policjanci jako doktor Nowak
- 1999: Na dobre i na złe jako psycholog Alina Kremska
- 1999: Dług jako matka Adama
- 2000: Sukces jako żona Dydaka
- 2000: Przeprowadzki jako Helena Szczygieł
- 2001: Więzy krwi jako Irena, matka Joanny
- 2001: Kameleon jako Mila, żona Adama Szpondera
- 2001: Kameleon jako Mila
- 2002: Przedwiośnie jako Aldona, przyjaciółka Gajowca
- 2003: Plebania jako Dobrosława Stolarek, matka Joli
- 2007: M jak miłość jako Zofia Leszczyńska, żona Teodora
- 2007: Ekipa jako posłanka PBC
- 2007: Barwy szczęścia jako Barbara Jakubik-Grzelak, żona Zenka
- 2008: Pitbull jako Decka
- 2011: Hotel 52 jako Urszula Szwed, matka Iwony
- 2011: Jezioro jako kobieta
- 2012: Supermarket jako Wanda, matka Himka
- 2013: Komisarz Alex jako Halina Gut, matka Tomasza
- 2013: Prawo Agaty jako sędzia
- 2014: Arbiter uwagi jako ciotka „Kury”
- 2018: Diagnoza jako Zofia
- 2018: Ojciec Mateusz jako matka Heleny Michalak
- 2021: Lokatorka jako Janina Markowska
- 2021: Kuchnia jako mama Leszka
- 2023: Doppelgänger. Sobowtór jako Elżbieta Wieczorek
- 2024: Treasure jako Gosia